# IC 251
IC 251 је спирална галаксија у сазвјежђу Кит која се налази на листи објеката дубоког неба у Индекс каталогу.
Деклинација објекта је - 14° 57' 29" а ректасцензија 2h 41m 13,8s. Привидна величина (магнитуда) објекта IC 251 износи 14,2 а фотографска магнитуда 15,0. IC 251 је још познат и под ознакама MCG -3-7-54, NPM1G -15.0137, PGC 10184.